# 진도중학교
진도중학교(珍島中學校)는 대한민국 전라남도 진도군 진도읍 교동리에 있는 사립 중학교이다.

## 학교 연혁
- 1964년 12월 5일 : 학교법인 신흥 학원 설립 인가
- 1966년 12월 19일 : 진도여자중학교 설립 인가
- 1974년 1월 5일 : 진도여자고등학교 설립 인가
- 1990년 12월 29일 : 진도여자고등학교를 진도여자종합고등학교로 변경
- 1997년 3월 1일 : 학교 법인 명칭을 청사학원으로 변경, 진도여자중학교를 진도중학교로 교명 변경 (진도읍내 진도중, 진도서중, 진도여중 3개교 통.폐합)
- 2018년 10월 12일 : 이사장 한현복 선생 취임
- 2025년 2월 7일 : 제78회 졸업생 101명 배출 (총 23,397명)
- 2025년 3월 1일 : 교장 차윤석 선생 취임

## 참고 자료
- 진도중학교 - 한국교육학술정보원 학교알리미